# Maison au 15, rue du Rempart à Bœrsch
La maison au 15, rue du Rempart est un monument historique situé à Bœrsch, dans le département français du Bas-Rhin.

## Localisation
Ce bâtiment est situé au 15, rue du Rempart à Bœrsch.

## Historique
L'édifice fait l'objet d'un classement au titre des monuments historiques depuis 1930.